# Universitario Popayán
Maillots
Dernière mise à jour : 21 mai 2023.
L'Universitario Popayán est un club colombien de football, basé à Popayán. Le club évolue en Primera B (deuxième division).